# Charaxes guineensis
Charaxes guineensis är en fjärilsart som beskrevs av Le Moult 1933. Charaxes guineensis ingår i släktet Charaxes och familjen praktfjärilar. Inga underarter finns listade i Catalogue of Life.